# جف پین
جف پایین (انگلیسی: Jeff Pain؛ زادهٔ december ۱۴, ۱۹۷۰ (۵۴ سال)) ورزشکار اسکلتون اهل کانادا است.
وی در مسابقات کشوری و بین‌المللی در مجموع برندهٔ ۲ مدال طلا، ۲ مدال نقره شده‌است.